# Comerç a l'antiga Roma

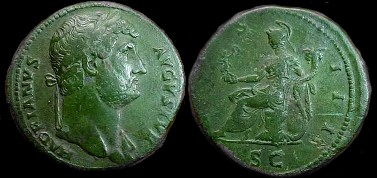
Un sesterci d'Hadrià

El comerç romà va ser el motor que va conduir a l'economia de finals de la República i principis de l'Imperi. Modes i tendències de la historiografia i la cultura popular han tendit a no ocupar-se de la base econòmica de l'imperi en favor de lingua franca que va ser el llatí i les gestes de les legions. Tant la llengua com les legions van ser recolzades pel comerç, sent al mateix temps part de la seva espina dorsal. Els romans eren homes de negocis i la longevitat del seu imperi es va deure al seu comerç.
Encara que en teoria els membres del Senat i les seves famílies tenien prohibit dedicar-se al comerç, els membres de l'ordre eqüestre sí que el van exercir, malgrat els seus aristocràtics valors que feien èmfasis en passatemps militars i activitats recreatives. Els plebeus i lliures tenien botigues o atenien llocs als mercats mentre grans quantitats d'esclaus feien gairebé tot el treball dur. Els propis esclaus eren a més objecte de transaccions comercials, i donada la seva alta proporció en la societat (comparada amb l'antiga Grècia) i la realitat de les fugides, les guerres servils i les revoltes menors, van donar un toc distintiu al comerç romà.
La intricada, complexa i extensa comptabilitat del comerç romà va ser efectuada amb l'ajuda de taulers comptables i àbacs romans. Aquests, que usaven nombres romans, estaven especialment ideats per als comptes en monedes i unitats romanes.
El comerç era molt intens. A principis de l'Imperi el port romà de Myoshormes, va rebre mercaderies romanes per cinc milions de sestercis. L'Escítia servia de trànsit per les mercaderies de l'Índia (seda, bàlsams i pedres precioses); de Germània arribaven l'ambre i pedres precioses; d'Ístria i Rècia procedia el vi dolç i aromàtic; d'Il·líria, les pells i bestiar; del Nòric el ferro; de les Gàl·lies, cabres, cavalls, llana i or; dels Pirineus, teles i draps; d'Hispània, plata, mel, alum, cera, safrà, peix, blat, cànem i lli; de Britànnia, estany i plom; de Grècia, coure, mel, llanes, púrpures i oli; de l'Àsia Menor, ferro, fusta, goma i llanes; d'Aràbia, mirra, canyella, arbres olorosos i encens; de Pèrsia i Síria, seda i pells; de Tir, porpra; d'Etiòpia, perfums, marfil, cotó i feres.
Amb Claudi es va iniciar la concessió de monopolis comercials, que van fer augmentar el preu dels productes obligant a fixar el seu preu màxim per llei. Posat cas que algun monopolista retirés el producte de la circulació (augmentant el seu preu) el monopoli passava a un altre comerciant. La concessió de monopolis va ser freqüent en tota l'època imperial.

## Infraestructura comercial
El comerç romà va ser el motor que va conduir a l'economia de finals de la República i principis de l'Imperi. Modes i tendències de la historiografia i cultura popular han tendit a no ocupar-se de la base econòmica de l'imperi a favor de la lingua franca que va ser el llatí i les gestes de les legions. Tant la llengua com les legions van ser reforçades pel comerç, i al mateix temps part de la seva espina dorsal. Els romans eren homes de negocis i la longevitat del seu imperi es va deure al seu comerç.
Pel fet que, ja en l'últim segle de la República (i no diguem a l'època imperial), la península italiana no podia mantenir a una població tan nombrosa només amb els recursos locals, s'importaven els productes necessaris per a la manutenció i el bon funcionament de la indústria i la vida romana de les províncies on es produïen. Gràcies a la denominada Pax Romana, el comerç es va desenvolupar en les condicions més favorables.

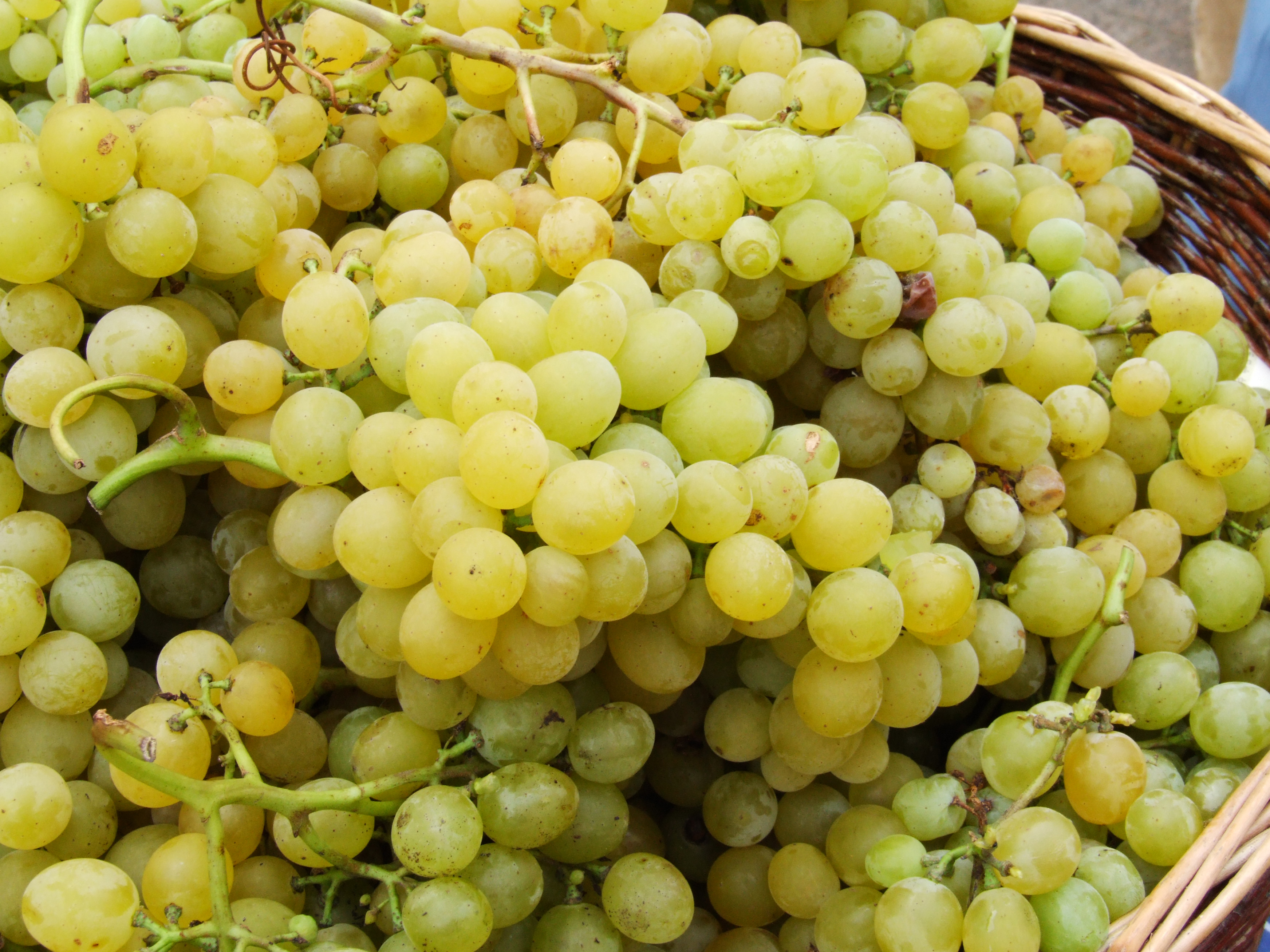
Una de les exportacions d'Itàlia en temps de l'antiga Roma van ser els seus excel·lents vins

Així, la pirateria i el bandidatge, que havien suposat serioses amenaces per al comerç, havien estat eliminats gairebé del tot. Però la ja esmentada  Pax romana  no només va fer possible l'auge del comerç fins a cotes mai abans vistes, sinó que va provocar un espectacular creixement demogràfic. Aquest creixement va ser més acusat a la Mediterrània occidental, ja que l'orient estava molt poblat. I, com tots els economistes saben, un augment de la població sol produir-se per un augment en el nivell de vida dels ciutadans. Segons diverses estimacions, la població de l'Imperi en temps de Cèsar oscil·lava al voltant dels 60 milions de persones. Sembla probable que el nombre d'habitants de l'imperi a la mort de Marc Aureli (180 dC), fos, almenys, el doble que a la mort de Juli Cèsar (44 aC; C.). Aquestes xifres testimonien, per si soles, l'espectacular augment demogràfic que es va produir, ja que en uns 224 anys, la població de l'Imperi es va multiplicar per dos. I és molt probable que aquestes persones que habitaven l'Imperi estiguessin en una situació econòmica superior a la de milions de persones, tant d'àmbit agrícola com urbà, d'Àsia, Àfrica i Sud Amèrica d'avui en dia.
Generalment, la via de transport més utilitzada, tot i les famoses calçades romanes, era el Mediterrani, que es va convertir en la gran via del tràfic comercial, amb una prosperitat que mai abans havia aconseguit. I, dit sigui de passada, poques vegades tornaria a brillar amb tanta lluminositat.
Com és fàcil imaginar, el pròsper comerç arrossegava amb si gent, llengües, costums, religions i problemes de mil orígens i naturaleses, convertint a Roma en un fòrum internacional.
El Forum cuppedinis de l'antiga Roma era un mercat que va oferir mercaderies generals mentre que almenys quatre altres grans mercats s'especialitzaven en mercaderies particulars com el bestiar, el vi, el peix i les verdures, i el Fòrum Romà atreia el gruix del tràfic. Totes les noves ciutats, com Timgad, van ser ordenades segons un plànol ortogonal que facilitava el transport i el comerç. Les ciutats van ser connectades entre elles per bones calçades. Els rius navegables van ser utilitzats extensivament i alguns canals van ser cavats però ni uns ni uns altres van deixar restes arqueològiques tan clars com els camins i, per tant, solen ser subestimats. Un mecanisme important per a l'expansió del comerç era la pau. Tots els assentaments, especialment els més petits, podien localitzar-se en llocs econòmicament racionals. Abans i després de l'imperi, les posicions defensives en cims de muntanyes van ser preferides per als assentaments petits, atès que la pirateria va fer l'establiment costaner particularment perillós per a tots, excepte les ciutats més grans de l'imperi.
Pel segle i, les províncies de l'Imperi Romà negociaven els enormes volums de mercaderies entre elles per rutes marítimes. Hi havia una major tendència cap a l'especialització, particularment en la fabricació, l'agricultura i l'explotació minera, especialitzant-se algunes províncies a produir certs tipus de mercaderies, com el gra a Egipte i l'Àfrica del Nord i el vi i l'oli d'oliva a Itàlia, Hispània i Grècia.
El nostre coneixement de l'economia romana és extremadament desigual. El gruix de la mercaderia negociada, en ser agrícola, no va deixar cap resta arqueològica directa. El comerç de vi, oli d'oliva i garum (salsa de peix fermentat) va deixar excepcionalment alguna àmfora. Però no podem fer una sola referència al comerç entre Síria i Roma del dolç o melmelada de codony.

### Rutes terrestres
Fins i tot abans de la república, la monarquia romana va estar involucrada en el comerç regular a través del riu Tíber. Abans que les guerres púniques canviessin totalment la naturalesa del comerç en el Mediterrani, la República Romana mantenia importants intercanvis comercials amb Cartago, entrant en diversos acords comercials i polítics a més del mercadeig al detall. L'Imperi Romà va negociar amb la Xina mitjançant la Ruta de la Seda.

### Rutes marítimes
L'arqueologia submarina i els antics manuscrits de l'antiguitat clàssica mostren evidències d'extenses flotes comercials romanes. Les restes més importants d'aquest comerç és la infraestructura com per exemple ports, esculleres, magatzems i fars conservats a Civitavecchia, Ostia, Portus, Leptis Magna, Caesarea Palaestina i altres enclavaments portuaris. En la pròpia Roma la muntanya Testaccio és un tribut a la magnitud d'aquest comerç al Mare Nostrum. Com amb la majoria de la tecnologia romana, els bucs marítims romans no van mostrar cap millora important sobre les naus gregues dels segles anteriors, encara que el recobriment de plom dels cascos com a protecció sembla haver estat més freqüent. Els romans van usar vaixells de vela de casc rodó. La contínua protecció «policíaca» del Mediterrani durant diversos segles va ser un dels factors principals de l'èxit del comerç romà, atès que les calçades romanes van ser construïdes més per als peus o els cascos dels cavalls que per a les rodes, i no podien suportar el transport comercial de béns a llargues distàncies. Les naus romanes usades haurien estat presa fàcil per als pirates de no ser per les flotes de galeres liburnes i trirrems de la marina romana.
Les primeres matèries, com els cereal i els materials de construcció, es comercialitzaven només per les rutes marítimes, ja que el cost del transport per mar era 60 vegades menys que per terra. Els aliments i productes bàsics com cereals per fer pa i els rotllos de papir per a la fabricació de llibres van ser importats de l'Egipte ptolemaic a Itàlia de forma contínua.

## Patrons de pesos i mesures
Els romans pesaven, comptaven i mesuraven en lliures (pes = lliura), asos (tot = as), peus (distància = peu), tots dividits en dotze unitats (un as = dotze unciae). El sistema decimal havia prevalgut sobre el duodecimal, que no va desaparèixer del tot. Sens dubte els romans van optar pel sistema decimal (fins i tot vigent avui) pels dits de les dues mans (un u és un dit, el cinc la mà oberta i el deu les dues mans creuades, I-V-X). L'ús del sistema duodecimal pot tenir el seu origen als dotze cicles lunars.
Una àmfora estàndard, l'amphora capitolina, es guardava en el Temple de Júpiter Capitolí a la muntanya Capitolina de Roma, de manera que servís de patró. El sistema romà de mesures va ser elaborat a partir del grec amb influències egípcies. Molt d'ell es basava en el pes. Les unitats romanes eren precises i estaven ben documentades. Les distàncies eren mesurades i gravades sistemàticament en pedra per agents governamentals.
Una moneda abundant i bastant estàndard i estable, almenys fins a prop del 200 dC, va fer molt per facilitar el comerç (Egipte va tenir la seva pròpia moneda en aquest període i algunes ciutats provincials també van emetre les seves pròpies monedes).

## Monedes

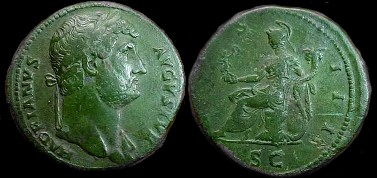
Un sesterci d'Hadrià

La moneda de Roma inicialment va ser la moneda de coure, anomenada lliura de coure. Una de les unitats monetàries romanes era l'as (1 as = 1,88 lliures), del qual Mommsen fixa el valor, el 1855, en 0,252 pessetes (3.020 asos = 216 tàlers = 762,09 pessetes).
Després d'anys de confusió, August va reformar el sistema monetari, de manera que en or es va emetre l'auri i en plata el denari, en oricalc el sesterci i el dupondi, i en coure l'as, el semis i el quadrant. El sistema va mantenir-se fins al segle iii, reduint-se el pes i qualitat dels metalls de les monedes, fins a eliminar-se semis i quadrants, i en temps de Caracal·la es va introduir l'antoninià, de valor dos denaris. Dioclecià va introduir una nova moneda en plata, l'argenteus i en bonze argentífer, el nummus.
Les monedes (desaparegudes progressivament la lliura de coure i a l'as de bronze, limitades a les fraccions) eren el denari (de plata) i el sesterci (de plata i també en bronze). Un denari era equivalent a deu asos i a quatre sestercis. Un sesterci era equivalent a 2,5 asos i 0,25 denaris. La moneda efectiva era la de plata amb una proporció de 0,84 de lliura, després modificada per alguns emperadors que van encunyar monedes amb un baix aliatge de plata. Per als comptes fraccionaris existia la lliura de plata que es descomponia en:
- L'as greu (d'unes deu unces).
- El semis (mig as).
- El Trien (un terç d'as o quatre unces).
- El quadren (un quart d'as o tres unces).

Havien desaparegut de la circulació el sextan (un sisè d'as o dues unces) i l'unça.
Cèsar va establir el marc legal dels metalls admesos a la circulació, segons una relació determinada: l'or, avaluat i rebut al pes; i la plata, apreciada segons el seu any.
L'or tenia curs forçós en tot l'Imperi (Cèsar ho va imposar). El denari circulava en diverses províncies. Va fer encunyar una nova moneda d'or (l'aureus) de valor igual a vint-i-cinc denaris o cent sestercis de plata. La moneda de plata tenia curs legal i predominant en tot l'imperi. Les monedes de coure i bronze van persistir durant algun temps.

### Història de la moneda romana
El moviment de mercaderies per l'Imperi Romà era, a més de molt antic, molt fluid. Com tots els economistes saben, perquè el comerç sigui fluid ha d'haver una "mercaderia" el valor unifiqui el de tots els altres productes. És a dir, ha d'haver alguna cosa que pugui ser utilitzat com a patró per "mesurar" el valor de les coses.
En els seus orígens, com en els de totes les civilitzacions, el comerç romà no necessitava la utilització de la moneda, ja que s'utilitzava comunament el troc com a mitjà per a realitzar les transaccions. Això queda demostrat, fins i tot, al Dret romà més primitiu, el qual estableix que les multes i sancions s'han de pagar amb els caps de bestiar corresponents. Però quan Roma va començar a expandir per Itàlia i conquerir altres pobles, sobretot als hel·lens que estaven assentats a la Campània, penetrar en un sistema d'estats constituïts a la manera grega. Així, Roma va adoptar el sistema monetari dels hel·lens. Com els romans necessitaven importar metalls per fabricar instruments per al cultiu o bé per fabricar armes, el coure i el bronze van constituir molt aviat un altre article de canvi. Així, les primeres monedes romanes, si més no de les que tenim constància, van ser de coure, encara que el seu valor es mesurava pel que fa al lingot de bronze (aes) i van prendre el nom d'aquest metall, l'as romà.
Amb les seves monedes de coure, el comerç romà molt aviat es va estendre per tot el Laci, per Etrúria i va arribar fins al sud d'Itàlia. Però aquí als romans se'ls va presentar un problema, ja que els grecs que estaven assentats al sud d'Itàlia utilitzaven monedes d'argent, així que van haver de realitzar uns primitius "tipus de canvi".
Quan, després de la guerra contra el rei Pirros del Epir (280-275 aC), Roma va conquerir el sud d'Itàlia i, amb ell, totes les seves ciutats gregues, entre elles l'actual Tàrent, el Senat romà, cap al 268 aC, no va tolerar la diversitat de monedes res més que per a les fraccions en grans quantitats. Així es va adoptar un tipus de moneda comuna per a tot Itàlia i es va centrar la seva encunyació a Roma. Aquesta nova moneda va ser encunyada en argent i va tenir per base el valor legal relatiu dels dos metalls, és a dir el tipus de canvi existent entre el bronze i la plata. Aquesta base va ser la peça de deu asos, ja que deu asos equivalien a una moneda de plata de Tàrent. Així, el nou "diners" romà, o denarius, encunyat, com acabem de dir, en plata, pesava poc més que la dracma d'Atenes. El seu pes nominal era de 4,58 grams, encara que l'any 217 aC es va rebaixar a 3,9 grams. Si a la moneda apareixia el símbol X o ж significava que tenia un valor equivalent a deu asos, és a dir, que pesava exactament el pes establert per llei.
No s'ha de pensar que, amb la fabricació de la nova moneda, els asos de coure van deixar d'existir. Els denaris s'utilitzaven només en les mitjanes i grans transaccions, deixant l'ús general de les de coure per a les petites. Però ben aviat va resultar evident que l'as era massa petit per aquestes transaccions (ja que, amb l'arribada del denari de plata, es va transformar en poc més que xavalla, en ser una moneda fraccionària), així que es va encunyar una altra moneda en plata. Aquesta moneda tenia menys quantitat de plata (pesava menys) que el denari. Així, es va fixar que la nova moneda, a la qual es va anomenar "sesterci", equivaldria a ¼ de denari ja 2,5 asos. És a dir, el denari, la moneda principal, estaria dividida en quatre sestercis i/o en deu asos.
I, igual que va passar amb el sesterci, a la llarga l'estat romà es va veure obligat a admetre la necessitat d'una altra moneda, ja en temps de l'emperador Neró, que pogués ser utilitzada per l'Estat en les seves enormes transaccions, ja que l'ocupació de milions de denaris o sestercis era molest. Així es va encunyar, de nou, una altra moneda, aquesta vegada en or. L'aparició d'aquesta moneda d'or va fer necessària l'especificació de denarius argentus per al denari original de plata i denarius aureus per al d'or, ja que així es deia aquesta nova moneda, que va ser encunyada amb un pes equivalent a 1/40 de la lliura romana (8,18 gr.), amb la intenció, a més de la ja esmentada, de substituir les estateres de Filip II de Macedònia (que circulaven amb profusió a Roma) per una moneda que alhora guardés una relació senzilla amb les de plata. Un denari auri equivalia a 25 denaris argentat o 100 sestercis de plata. Però a partir de l'any 60 dC, tant la llei del metall com el pes van ser baixant gradualment, fins a arribar, en els temps de Caracal·la, malgrat 6,55 g.
Així, després del mandat de Neró, hi havia quatre tipus de monedes romans principals que, com és de suposar, circulaven per tot el mediterrani:
- Encunyat en coure, l'As.
- Encunyats a plata hi havia el sesterci (2,5 asos) i el Denarius argentus (4 sestercis i/o 10 asos).
- I encunyat a or hi havia el denarius aureus (25 denaris argentus, 100 sestercis i/o 250 asos).

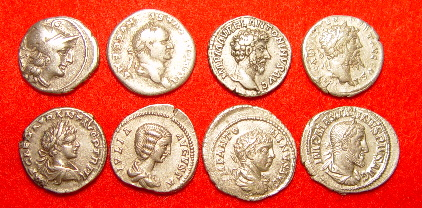
Dalt: c. 157 aC República Romana, c. AD 73 Titus Flavi Vespasià, c. 161 Marc Aureli, c. 194 Septimi Sever;
A sota: c. 199 Caracal·la, c. 200 Júlia Domna, c. 219 Elagàbal, c. 236 Maximí el Traci

## Comerç i religió
Mercuri, que originalment només era el déu dels mercaders i del comerç de gra, acabaria finalment sent el déu de tots els que exercien activitats comercials. En la Mercuràlia del 14 de maig, un comerciant romà feia els rituals adequats de devoció a Mercuri i suplicaria al déu perquè allunyés de si mateix i de les seves pertinences, la culpa procedent de tots els enganys que feia als seus clients i proveïdors.

## Comerç amb la Xina i l'Índia
L'Extrem Orient, igual que l'Àfrica subsahariana, eren terres misterioses per als romans. Alexandre el Gran havia arribat a conquerir territori fins a l'Índia i es deia que el déu romà Dionís també havia viatjat fins allí.

### Xina
El Hou Hanshu (llibre de la història de la Xina de l'última dinastia Han) relata la primera de diverses ambaixades romanes a la Xina enviades per un emperador romà, probablement Marc Aureli si s'ha de jutjar per la data de l'arribada el 166 (Antoni Pius és una altra possibilitat, però va morir el 161; la confusió sorgeix perquè Marc Aureli va prendre els noms del seu predecessor com a noms addicionals en senyal de respecte i, per tant, se li anomena en la història xinesa An Tun, és a dir Antoninus). La missió va arribar des del sud i, per tant, probablement per mar, entrant a la Xina per la frontera de Jinan o Tonquín, portant com a presents de banyes de rinoceront, ivori i closques de tortugues que probablement havia adquirit a l'Àsia meridional.
La missió va arribar a la capital xinesa de Luoyang el 166 i va ser rebuda per l'emperador Huan de la dinastia Han. Gairebé al mateix temps, i possiblement mitjançant aquesta ambaixada, els xinesos van adquirir un tractat d'astronomia de Daqin (Roma).
No obstant això, en absència de qualsevol registre d'aquesta ambaixada en el costat romà del camí de la seda, pot ser que els «ambaixadors» fossin en realitat comerciants lliures que actuaven independentment de Marc Aureli.
A partir del segle iii tenim un text xinès, el Weilue, descrivint els productes de l'Imperi Romà i les rutes per les quals es comerciava.

### L'Índia

Rutes de comerç de Roma amb l'Índia segons el Periple de la Mar Eritrea

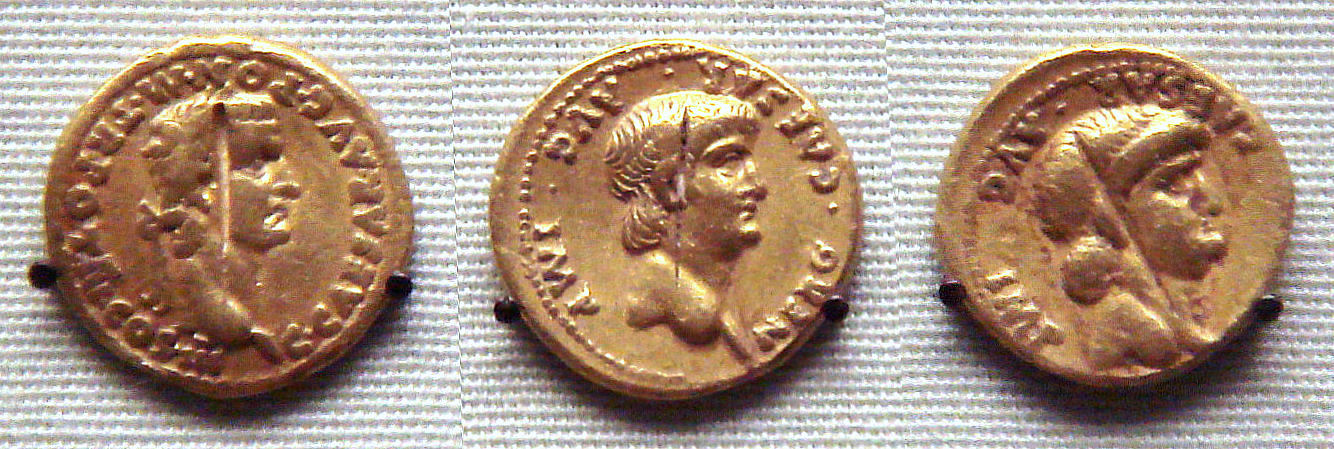
Moneda de l'emperador romà Caligula (31-41) i dues de Neró (54-68), trobades en el dipòsit de Pudukottai, Índia. Museu Britànic.

El comerç de l'antiga Roma amb l'Índia va començar al principi de l'era cristiana, després del regnat d'August i la seva conquesta d'Egipte.
La utilització dels vents monsons, que permetien una travessia més segura que el llarg i perillós viatge al llarg de la costa, va ajudar a millorar el comerç entre l'Imperi Kushan de l'Índia i Roma. El trajecte comercial romà s'aturava al sud de l'Índia, on es van establir poblats mercantils que van seguir en peu molt de temps després de la Caiguda de l'Imperi Romà i la seva pèrdua dels ports en el Mar Roig, que s'havien utilitzat per assegurar el comerç amb l'Índia i el món grecoromà des d'èpoques de la dinastia ptolemaica.

Les dinasties selèucida i ptolemaica. Van controlar la xarxa comercial cap a l'Índia abans que els romans s'establissin a Egipte.
Regne de Ptolemeu
Regne de Seleuc

La dinastia selèucida va controlar una xarxa desenvolupada de comerç amb l'Índia que ja havia existit sota l'esfera d'influència de la dinastia aquemènida persa. La dinastia ptolemaica grega, que controlava l'oest i nord d'altres rutes de comerç amb el sud d'Aràbia i l'Índia, havia començat a aprofitar les oportunitats comercials que oferia l'Índia abans que els romans intervinguessin, però, segons l'historiador Estrabó el volum del comerç entre l'Índia i Grècia no podia ser comparat amb el comerç posterior amb Roma.
El Periple de la Mar Eritrea esmenta un temps en què el comerç marítim entre l'Índia i Egipte no es realitzava en forma directa. En aquestes situacions, la càrrega era enviada a Aden:
| « | Eudaimon Aràbia va ser anomenada afortunada, i en un temps una ciutat, quan, perquè no passaven vaixells de l'Índia a Egipte ni els d'Egipte s'atrevien a anar més lluny d'aquest lloc, rebia les càrregues de tots dos, tal com Alexandria rep els objectes portats des de l'estranger i d'Egipte. | » |

La dinastia ptolemaica havia conduït el seu comerç amb l'Índia utilitzant els ports del Mar Roig. Establerts a Egipte, els romans van prendre al seu càrrec i desenvolupar encara més el comerç preexistent amb el ocupació d'aquests mateixos ports.

### Assentament

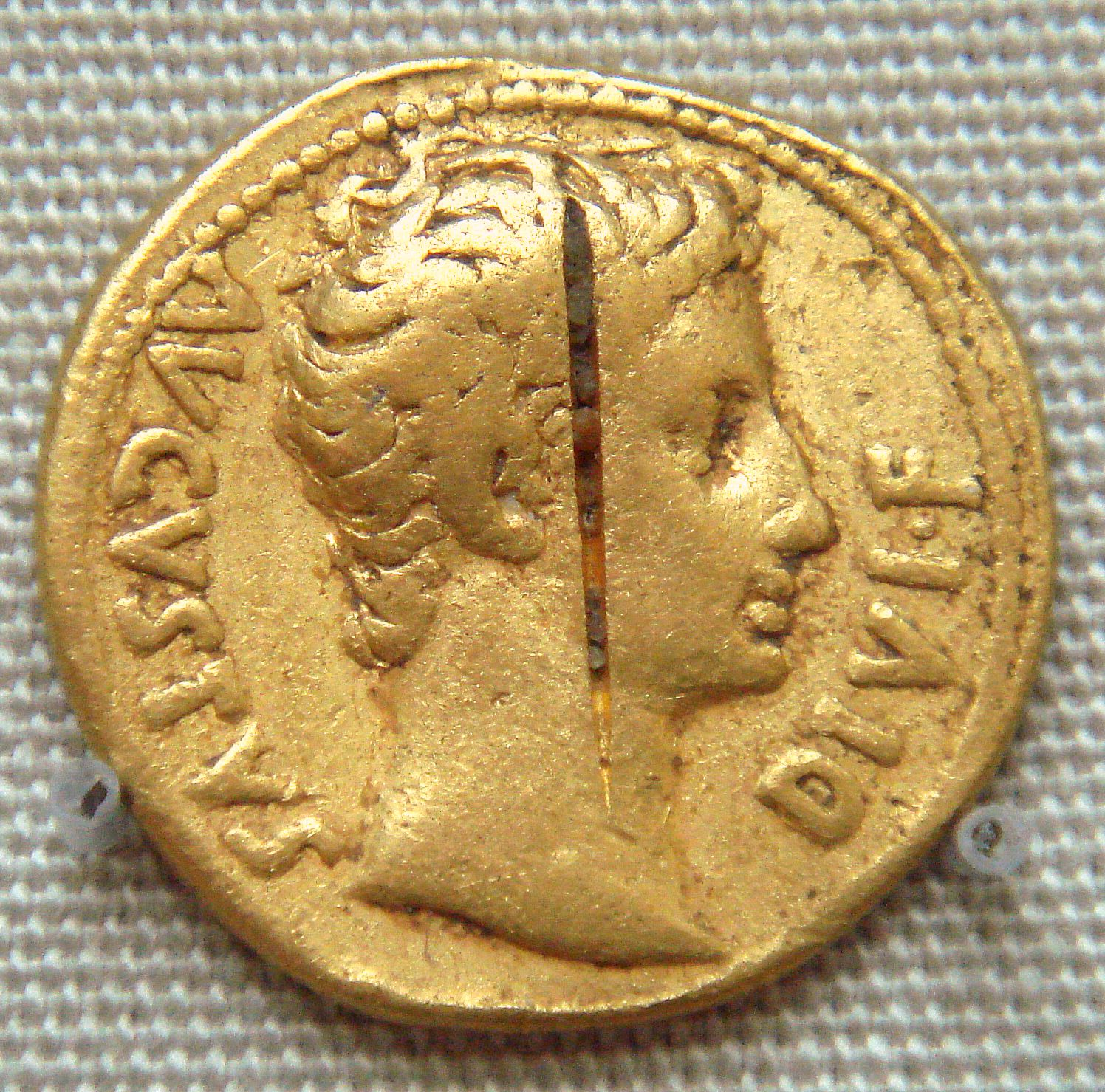
Moneda de l'emperador romà August trobada en el dipòsit de Pudukottai. Museu Britànic.

El reemplaçament de Grècia amb l'Imperi Romà com a administrador de la Mediterrània va portar a l'enfortiment del comerç marítim directe amb el món asiàtic i a l'eliminació dels impostos recaptats anteriorment pels intermediaris dels diferents territoris que travessaven les mercaderies. Estrabó esmenta l'enorme creixement del comerç després de l'annexió romana d'Egipte, el que indica que ja es coneixia el vent monsó i que s'aprofitava per a la navegació comercial.
El comerç de mercaderies havia començat amb Èudox de Cízic el 130 aC i va seguir augmentant. A més, segons Estrabó (II.5.12):
| « | En tot cas, quan Gal era prefecte d'Egipte, el vaig acompanyar i vaig pujar pel Nil fins Syene i la frontera d'Etiòpia, i vaig saber que cent vint vaixells navegaven des de Myos Formes a l'Índia, mentre que anteriorment, sota els Ptolemeu, només uns pocs s'aventuraven a semblant viatge i a comerciar amb mercaderies índies. | » |

Per l'època d'August, cada any navegaven fins a 120 vaixells des Myos Formes a l'Índia. Aquest comerç requeria tant or, que aparentment era reciclat pels Kushan per l'encunyació de monedes pròpies, que Plini el Vell (NH VI.101) es queixava del buidatge d'espècies per a l'Índia:
| «                                    | Índia, la Xina i la península aràbiga treuen cent milions de sestercis anuals al nostre Imperi segons una estimació moderada: això és el que ens costen els nostres luxes i dones. Perquè quin percentatge d'aquestes importacions es dedica a sacrificis als déus o als esperits dels morts? | » |
| — Plini, Naturalis Historiæ 12.41.84 | |   |

## Comerç a la Hispània Romana
El comerç romà fou l'activitat d'intercanvi de productes per diners o altres productes que es produïa a Roma, i que es va desenvolupar durant la República per arribar al màxim els segles I i II afavorit per la seguretat i les bones comunicacions, i en general per la pax romana.
Per al comerç s'organitzaven mercats diaris, un cada nona és a dir cada vuit dies, anomenats Nundinae. Existien altres mercats periòdics com fires, anomenats Mercatus.
Al principi el pagament de grans quantitats es feia en bous i moltons (1 bou = 100 asos = 10 moltons; 1 moltó = 10 asos), el bronze (aes) fou també adoptat com tipus de canvi (d'on aestimatio).
Com productes importats, al costat d'alguns d'escassa incidència en la població i limitats als alts cercles de l'Estat (les joies d'or, el vidre fos, els objectes d'alabastre, els ous d'estruç pintats, les perles de vidre o d'ambre, els perfums, els ornaments, teles, porpra, ivori i encens) estaven els d'ús comú entre els quals esmentem: els vasos de coure, els càntirs (amphora o ampulla), les copes (cratera), l'oli, la gola (commissari), l'artesa (obsoninium), la massa i altres comestibles (lucuns, placenta, turunda...), els plats (patina), el greix (arvina), el cuir (lorum), i altres.
Els intercanvis comercials, inicialment pagats en bous o ovelles, més tard es pagaven en moneda de coure. La primera moneda fou la lliura de coure i després van venir les monedes de plata (denari i sesterci).

Hispània Citerior

El comerç de Roma amb la província d'Hispània Citerior tingué un producte destacat: el vi, era portat cap als mercats celtibèrics mitjançant Calagurris (Calahorra) i altres ciutats. Els turdetans, que cultivaven el vi des de l'antigor, ampliaren limitadament la seva producció.

### Interrupció del comerç alsegleiii
Molt greu per a la vida en general va ser la interrupció del comerç, iniciada amb les invasions devastadores que penetraven profundament en l'Imperi Romà i el sorgiment del bandidatge en diversos punts de l'imperi a la segona meitat del segle iii.
Tots aquells que depenien del comerç per subsistir, van quedar seriosament afectats per un doble motiu: l'escassa producció, la guerra o la inseguretat impedien l'arribada de les mercaderies; i quan arribaven els pagesos, empobrits per la perduda de valor dels diners i les fortes obligacions a les quals estaven sotmesos, no podien adquirir els productes.
La falta de comerç va fer baixar les condicions generals de vida, i va contribuir àmpliament a l'augment dels preus (al faltar els productes, alguns d'ells, molt sol·licitats, arribaren a preus altíssims) i, per tant, al ràpid empobriment de la població.
La dificultat dels viatges i del transport, en contrast amb la situació anterior, eren notables. Qualsevol viatger o caravana devia arriscar-se a ensopegar amb una horda de bàrbars, i si no era el cas, era fàcil víctima dels bandits que, davant la pobresa, havien sorgit per tot l'imperi, i que fins i tot van organitzar-se en bandes.